# Analpropp
En analpropp, även kallad analtampong, är ett hjälpmedel för den som lider av avföringsinkontinens/analinkontinens. Den är ett förskrivningsbart inkontinenshjälpmedel som skall provas ut i samråd med vårdpersonal.
En analpropp kan till exempel vara tillverkad i ett mjukt skummaterial, med polyesterband ingjutet i proppen. Analproppen hålls då sammanpressad av en vattenlöslig film som löses upp när den kommer i kontakt med fukt och värme från tarmen. Proppen vidgar sig och formar sig efter tarmväggen och håller på så sätt tillbaka avföringen. Idag finns det både PVC- och latexfria analproppar som förhindrar avföringsläckage, lukt och hudirritationer.

### Fotnoter
1. ↑  Mortensen, Neil & Humphreys M. Smilgin (1991-08). ”The Anal incontinence plug: A disposable device for patients with anorectal incontinence”. The Lancet:  sid. 295-297.
2. ↑  Marvin L. Corman (2005). "Anal Incontinence".Colon and rectal surgery. s. 370.